# Anguiano
Anguiano est une commune de la communauté autonome de La Rioja, en Espagne.

## Démographie
| 1900  | 1910  | 1920  | 1930  | 1940  | 1950  | 1960  | 1970  | 1981 |
| ----- | ----- | ----- | ----- | ----- | ----- | ----- | ----- | ---- |
| 1 676 | 1 630 | 1 669 | 1 621 | 1 623 | 1 664 | 1 449 | 1 040 | 785  |

| 1991 | 2001 | 2011 | - | - | - | - | - | - |
| ---- | ---- | ---- | - | - | - | - | - | - |
| 600  | 568  | 543  | - | - | - | - | - | - |

## Administration

### Conseil municipal
La ville de Anguiano comptait 497 habitants aux élections municipales du 26 mai 2019. Son conseil municipal (en espagnol : Pleno del Ayuntamiento) se compose donc de 7 élus.
| Parti | Parti                                    | Voix | %       | Élus  |
| ----- | ---------------------------------------- | ---- | ------- | ----- |
|       | Parti socialiste ouvrier espagnol (PSOE) | 209  | 78,57 % | 6 / 7 |
|       | Partido Riojano (PR+)                    | 57   | 21,43 % | 1 / 7 |

### Liste des maires
| Mandat    | Maire | Maire                     | Parti |
| --------- | ----- | ------------------------- | ----- |
| 1979-1983 |       | Alejandro Sedano Llaría   | UCD   |
| 1979-1983 |       | Mariano Romero Llaría     | UCD   |
| 1983-1987 |       | Fernando Castro Hernández | AP    |
| 1983-1987 |       | Daniel Hernáez García     | PSOE  |
| 1987-1991 |       | Eduardo Hernández Vergara | PR    |
| 1987-1991 |       | Gregorio Sáenz López      | PR    |
| 1991-1995 |       | Alejandro Sedano Llaría   | PP    |
| 1995-1999 |       | Luis López Rubio          | PP    |
| 1999-2003 |       | Luis López Rubio          | PP    |
| 2003-2007 |       | Ángel Romero Muñoz        | PR    |
| 2007-2011 |       | Ángel Romero Muñoz        | PR    |
| 2011-2015 |       | Gerardo Sobrón Almoguera  | PP    |
| 2015-2019 |       | Gemma López Hernáez       | PSOE  |
| 2019-2023 |       | Gemma López Hernáez       | PSOE  |